# Блакпул (община)
Вижте пояснителната страница за други значения на Блакпул.
Община Блакпул е район на местното управление със статут на унитарен орган в церемониалния окръг Ланкашър, Англия. Районът обхваща големия морски град Блакпул и включва забележителни предградия като Саут Шор, Норт Шор и голямото село Биспам. Градът граничи на север и североизток с община Уайр (включително Флийтууд, Кливлис, Торнтън и Поултън-ле-Филд), а на юг и югоизток – с община Файлд (включително Лидъм Сейнт Аннс), и двата не са метрополитни райони в Ланкашир. Западната граница е ограничена от залива Моркамб и брега. Околните райони са част от градската зона на Блакпул, която обхваща цялата територия на единна власт.

## История
| окръг    | окръг                 | Квартал/област | Квартал/област | Квартал/област | Квартал/област |
| име      | Тип                   | Тип            | От             | До             | Бележки        |
| -------- | --------------------- | -------------- | -------------- | -------------- | -------------- |
| Ланкашър | церемониално графство | единна власт   | 1998 г.        |                |                |

На 1 април 1974 г., съгласно Закона за местното самоуправление от 1972 г., районът на окръга е преустроен като извънградски район със същите граници като района на окръга. До 1998 г. Блакпул се администрира като част от Съвета на окръг Ланкашир, който се намира в Престън. След създаването на унитарни власти от правителството Блакпул и Блакбърн успяват да получат собственото си право да управляват независимо от окръжния съвет. Блакпул придобива статут на единна власт, както и Блакбърн, и е преименуван на Блакбърн с Дауин. Към 2021 г. това са единствените две унитарни власти в Ланкашир, въпреки че остават част от Ланкашир за церемониални цели.

## Правителството
Кварталът „Блакпул“ се администрира от Съвета на Блакпул.